# Hermann Samuel Reimarus
(H. S. Reimarus, Apologia di coloro che adorano Dio secondo ragione, III, 20)
Hermann Samuel Reimarus (Amburgo, 22 dicembre 1694 – 1º marzo 1768) è stato un filosofo e scrittore tedesco illuminista e razionalista, seguace di Christian Wolff e del deismo.

## Vita, opere e pensiero
Il padre e l'umanista luterano Johannes Albert Fabricius (1668-1736), di cui sposò in seguito la figlia, curarono la sua formazione culturale.
Reimarus a Jena studiò teologia e filosofia e lingue antiche ed orientali, discipline di cui fu docente presso l'Università di Wittenberg nel 1716. Viaggiò nello stesso anno e nel 1720 attraverso l'Europa, visitando l'Inghilterra e i Paesi Bassi.
Nel 1727 divenne docente sino alla sua morte di linguistica ebraica ed orientale nel liceo della città di Amburgo dove si era stabilito.
Animato da molteplici interessi culturali, studiò filologia, matematica, filosofia, storia, economia politica, scienze naturali e storia naturale.
La sua casa, assiduamente frequentata da un gruppo di intellettuali illuministi che condividevano la sua filosofia della religione, divenne un importante centro culturale di Amburgo.
Nel 1754 pubblicò l'opera Saggio sulle principali verità della religione naturale dove condividendo la filosofia spinoziana dell'identità di Dio e Natura, e quindi della perfezione del creato, escludeva l'esistenza dei miracoli che non trovavano ragione in ciò che era già perfetto nella sua essenza naturale: l'unico vero evento miracoloso era stata la creazione.
Tutte le verità religiose trovano senso nella ragione perciò non occorre fare riferimento alla rivelazione.
Ispirate al razionalismo religioso sono le opere Dottrina della ragione (1756) e Riflessioni generali sugli istinti degli animali (1780) dove si sostiene, contrariamente alla dottrina spinoziana, la finalità provvidenziale che attraversa tutto l'universo voluta da Dio per la felicità degli uomini.

## Frammenti dell'Anonimo di Wolfenbüttel
Le opere di Reimarus furono universalmente apprezzate ma egli preferì non dare alle stampe quella che aveva più lungamente e approfonditamente elaborato: Apologia di coloro che adorano Dio secondo ragione.
In quest'opera Reimarus rigetta ogni religione rivelata, considera l'Antico Testamento colmo di assurdità logiche e incongruenze morali. Gesù poi, secondo Reimarus, non era nient'altro che  un messia nazionalistico, che predicava la ribellione ai Romani, arrestato e ucciso, il cui corpo fu trafugato dai suoi discepoli per poter proclamare che era risorto. Concludeva qui Reimarus che il cristianesimo altro non era che una fabbricazione.
Quello che non aveva osato Reimarus, temendo conseguenze scandalose, lo fece invece Lessing (1729-1781), in quegli anni direttore della Biblioteca Augusta di Wolfenbüttel (da cui il titolo), che pubblicò nella rivista letteraria Beyträge zur Geschichte und Litteratur tra il 1774 e il 1778 col titolo Frammenti dell'Anonimo di Wolfenbüttel alcune parti dell'Apologia; altre dopo la morte di Lessing furono edite tra il 1787 e il 1814.
Il settimo di questi frammenti era intitolato Von dem Zwecke Jesu und seiner Jünger (Dello scopo di Gesù e dei suoi discepoli. Un altro frammento dell’anonimo di Wolfenbüttel). Il frammento era importante perché segnava l'inizio della ricerca sul Gesù storico. Esso accusava i discepoli di innumerevoli contraddizioni e di frode consapevole: questi ultimi avrebbero trafugato il corpo di Cristo dalla tomba per poi proclamare la sua resurrezione.
Nel 1862 il teologo filosofo e biografo tedesco David Friedrich Strauß (1808 - 1874) pubblicò una sintesi dell'opera di Reimarus con il titolo H. S. Reimarus e il suo scritto in difesa di coloro che adorano Dio secondo ragione.
L'opera di Reimarus, che completava la critica biblica di Henry Saint-John Bolingbroke (1678-1751), agendo per vie traverse, percorse così tutta la corrente radicale religiosa illuminista e romantica rafforzando le posizioni anticristiane e deiste.

## Opere
- Abhandlungen von den vornehmsten Wahrheiten der natürlichen Religion (1754)
- Die Vernunftlehre, als eine Anweisung zum richtigen Gebrauch der Vernunft in der Erkenntnis der Wahrheit (1756)
- Allgemeine Betrachtungen über die Triebe der Thiere, hauptsächlich über ihre Kunsttriebe. Zum Erkenntniss des Zusammenhanges der Welt, des Schöpfers und unser selbst. (1760)
- Apologie oder Schutzschrift für die vernünftigen Verehrer Gottes (Scritta nel 1735-1767 / 68, nota come opera completa dal 1814, stampata in versione integrale per la prima volta nel 1972 a cura di Gerhard Alexander, Insel-Verlag (Francoforte).)
- Kleine gelehrte Schriften. Vorstufen zur Apologie oder Schutzschrift für die vernünftigen Verehrer Gottes. Hrsg. von Wilhelm Schmidt-Biggemann. Veröffentlichung der Joachim-Jungius-Gesellschaft der Wissenschaften Hamburg 79. Vandenhoeck & Ruprecht, Göttingen 1994. (656 S.) ISBN 3-525-86270-9
- Abhandlungen von den vornehmsten Wahrheiten der natürlichen Religion Fünfte Auflage, durchgesehen, und mit einigen Anmerkungen begleitet von Johann Albert Heinrich Reimarus [1729-1814]. Hamburg, Bohn, 1781, 704 Seiten (wirkten beide als Gymnasialprofessoren in Hamburg)
- De vita et scriptis Joannis Alberti Fabricii commentarius. Hamburgi : Sumtu vidvæ Felgineriæ, litteris Piscatoriis, 1737 (on-line)